# Sulpicius Pompeius
Sulpicius Pompeius (sein Praenomen ist nicht bekannt) war ein im 2. Jahrhundert n. Chr. lebender Angehöriger des römischen Ritterstandes (Eques).
Durch vier Militärdiplome, die z. T. auf den 21. Juni 159 datiert sind, ist belegt, dass Pompeius 159 Kommandeur der Ala I Thracum Victrix war, die zu diesem Zeitpunkt in der Provinz Pannonia superior stationiert war; die Leitung dieser Einheit dürfte sein drittes militärisches Kommando im Rahmen der Tres militiae gewesen sein. Möglicherweise war er noch auf den beiden anderen Diplomen des Jahres 159 aufgeführt.